# كربامات

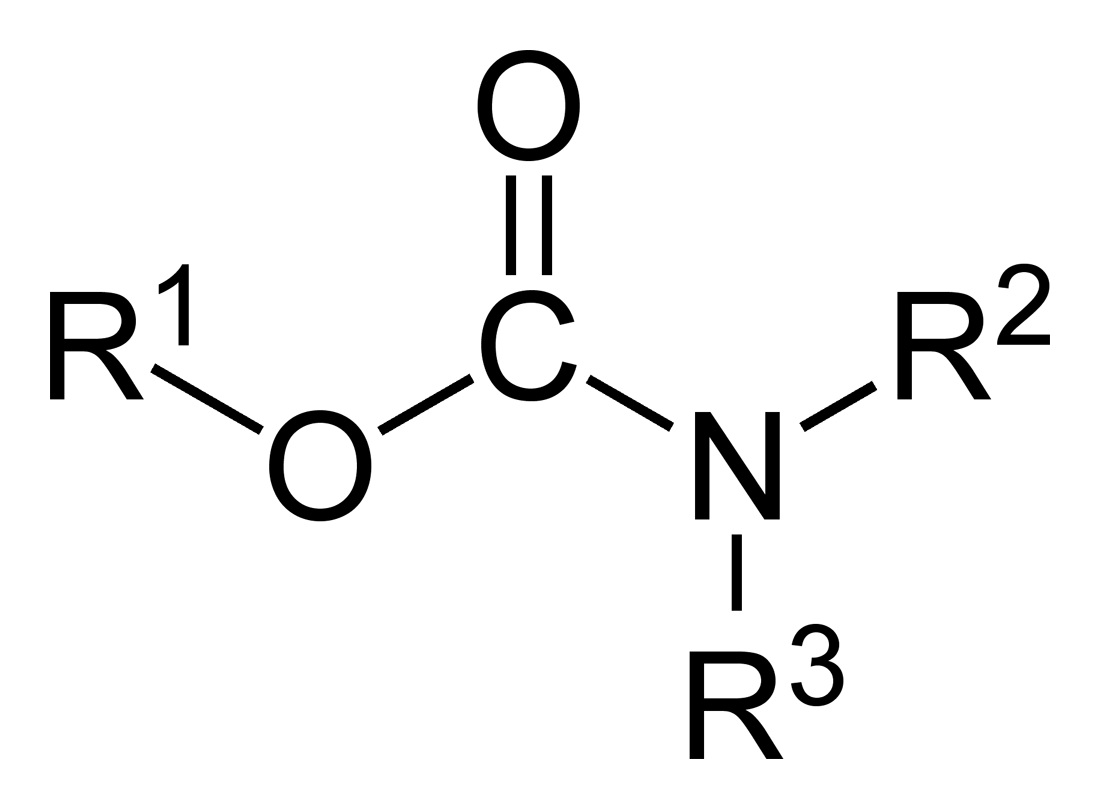
التركيب الكيميائي للكربامات

كربامات أو كاربامات هو مركب عضوي مُشتق من حمض الكرباميك (NH2COOH). تُعتبر مجموعة الكربامات وَإستر الكربامات (مثل كربامات الإيثيل) وَأحماض الكرباميك من المجموعات الوظيفية المترابطة هيكلياً وغالباً ما يتم التحويل بينها كيميائياً. تُسمى استرات الكربامات أيضاً باسم يوريثانات.

## التصنيع
تُشتق الأحماض الكرباميك من الأمينات:
R2NH + CO2 → R2NCO2H
حمض الكرباميك تقريباً بحمضية حمض الخليك. (تبلغ قيمة ثابت تفكك الحمض pKa لحمض الكرباميك 3.92؛  في حين تبلغ قيمته بالنسبة لحمض الخليك: 4.76) يؤدي تأين البروتون إلى إعطاء أنيون الكربامات (القاعدة المرافقة لحمض الكرباميك):
R2NCO2H → R2NCO2− + H+
تنشأ الكربامات أيضاً عن طريق تحلل أميدات الكلوروفوم ثُم أسترتها:
R2NC(O)Cl + H2O → R2NCO2H + HCl
قد يتم تصنيع الكربامات عن طريق إعادة ترتيب كورتيوس، حيث تحصل إعادة تفاعل للإيزوسيانات مع الكحول.
RNCO + R′OH → RNHCO2R′

## مركبات الكربامات التجارية

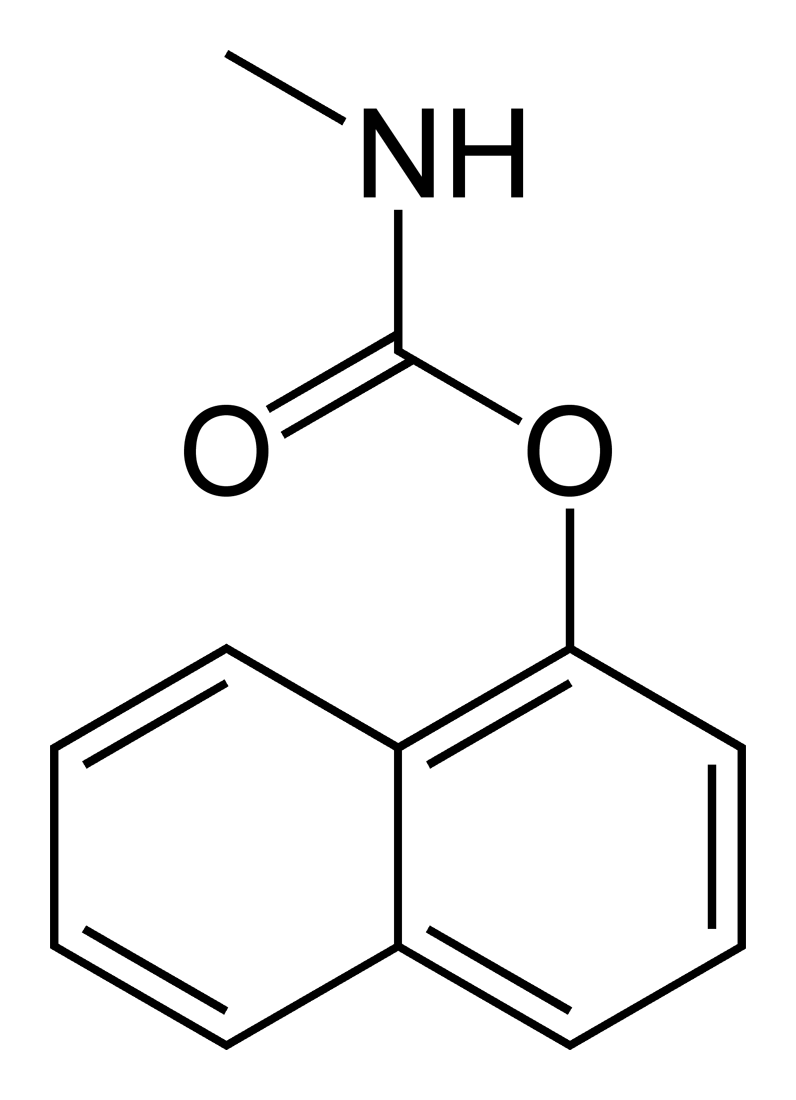
مبيد الحشرات الكارباماتي كرباريل

- المبيدات الحشرية الكارباماتية، وقد يُستخدم طارد الحشرات إيكاريدين للاستعاضة عن الكربامات.
- البولي يوريثانات.
- في المواد الحافظة والتجميل، فمثلاً يتم استخدام اليودوبروبينيل بوتيلكاربامات كمادة حافظة للطلاء والخَشب، كما تدخل في مواد التجميل.[4]
- في الطب، فمثلاً يحتوي مثبط البروتياز دارونافير على مجموعة كربامات وظيفية.

## نظائر كبريتية
هناك نوعان من ذرات الأكسجين في الكربامات، (1) ROC(=O)NR2 حيثُ إما يتم استبدال واحدة أو كليهما بالكبريت، وتُسمى مشابهات الكربمات التي تم استبدال ذرة أكسجين واحدة بذرة كبريت بثيوكربامات (كبريت الكربامات) (2 وَ3)، أما عندَ استبدال ذرتين الأكسجين بالكبريت فيُسمى ثنائي ثيوكاربامات (ثنائي كبريت الكربامات) (4) RSC(=S)NR2.
هُناك نوعين من المُصاوغات البنيوية للثيوكربامات:
- O-ثيوكربامات (2)، ROC(=S)NR2، حيثُ تم استبدال مجموعة الكربونيل (C=O) مع مجموعة ثيوكيتون (C=S).
- S-ثيوكربامات (3)، RSC(=O)NR2، حيثُ تم استبدال مجموعة R–O– بمجموعة R–S–.

من المُمكن مُصاوغة O-ثيوكربامات إلى S-ثيوكربامات، مِثل إعادة ترتيب نيومان-كوارت.